# سیارک ۱۱۵۲۰
سیارک ۱۱۵۲۰ (به انگلیسی: 11520 Fromm، نامگذاری:1991GE8) یازده هزار و پانصد و بیستمین سیارک کشف شده‌است که در ۸ آوریل ۱۹۹۱ کشف شد.
قدر مطلق سیارک برابر ۱۴٫۶۰ است.